# Natuurloket
Het Natuurloket is een 'loket' waar overheden, ondernemers, natuurbeheerders en anderen in Nederland terechtkunnen voor informatie over de flora of fauna in een bepaald gebied. Het Natuurloket geeft toegang tot de Nationale Databank Flora en Fauna (NDFF).

## Achtergrond
Het Natuurloket is gestart als initiatief van de Vereniging Veldonderzoek Flora en Fauna (VOFF), tegenwoordig SoortenNL geheten. Het is bedoeld om partijen in de ruimtelijke ordening toegang te verschaffen tot accurate gegevens over het voorkomen van planten en dieren in Nederland opdat die partijen bij hun planvorming daarmee rekening kunnen houden en hun plannen kunnen toetsen aan de natuurwetgeving. De samenwerking van VOFF, het ministerie van LNV en de UvA leidde ertoe dat het loket is gekoppeld aan de Nationale Databank Flora en Fauna waarin de verspreidingsgegevens van Nederlandse soorten zijn samengebracht. 
Natuurloket werkt samen met Natuurbank Nederland, Waarneming.nl en verwante organisaties.